# Liste der Stolpersteine in Naumburg (Hessen)
Die Liste der Stolpersteine in Naumburg (Hessen) enthält alle Stolpersteine, die im Rahmen des gleichnamigen Kunst-Projekts von Gunter Demnig in Naumburg in Hessen verlegt wurden. Mit ihnen soll an Opfer des Nationalsozialismus erinnert werden, die in Naumburg lebten und wirkten.

## Verlegte Stolpersteine
| Adresse                      | Name, Inschrift | Verlege- datum | Bild                                      | Anmerkung |
| ---------------------------- | --- | -------------- | ----------------------------------------- | --------- |
| Altenhagen 1 (Lage)          | Hier wohnte Isaak Wertheim Jg. 1867 deportiert 1941 Riga ermordet 1943 Auschwitz                                                                                   | 17. März 2014  | der Stolperstein für Isaak Wertheim       |           |
| Altenhagen 1 (Lage)          | Hier wohnte Frieda Wertheim geb. Wertheim Jg. 1876 deportiert 1941 Riga ermordet 1943 Auschwitz                                                                    | 17. März 2014  | der Stolperstein für Frieda Wertheim      |           |
| Altenhagen 7 (Lage)          | Hier wohnte Selma Blumenkron Jg. 1892 Schicksal unbekannt | 17. März 2014  | der Stolperstein für Selma Blumenkron     |           |
| Am Roten Rain (Lage)         | Hier wohnte Isaak Rosenstein Jg. 1868 deportiert 1942 Theresienstadt ermordet 26.12.1943                                                                           | 17. März 2014  | der Stolperstein für Isaak Rosenstein     |           |
| Am Roten Rain (Lage)         | Hier wohnte Jeanette Rosenstein geb. Rosenbaum Jg. 1871 deportiert 1942 ermordet in Treblinka                                                                      | 17. März 2014  | der Stolperstein für Jeanette Rosenstein  |           |
| Am Roten Rain (Lage)         | Hier wohnte Jonny Rosenstein Jg. 1904 unfreiwillig verzogen 1938 Kassel deportiert 1941 Riga ermordet                                                              | 17. März 2014  | der Stolperstein für Jonny Rosenstein     |           |
| Am Roten Rain (Lage)         | Hier wohnte Ella Rosenstein geb. Levy Jg. 1904 unfreiwillig verzogen 1938 Kassel deportiert 1941 Riga/Stutthof Todesmarsch Neustadt Holstein befreit/tot 11.5.1945 | 17. März 2014  | der Stolperstein für Ella Rosenstein      |           |
| Am Roten Rain (Lage)         | Hier wohnte Inge Rosenstein Jg. 1931 unfreiwillig verzogen 1938 Kassel deportiert 1941 Riga/Stutthof Todesmarsch Neustadt Holstein befreit/überlebt                | 17. März 2014  | der Stolperstein für Inge Rosenstein      |           |
| Am Roten Rain (Lage)         | Hier wohnte Horst Rosenstein Jg. 1933 unfreiwillig verzogen 1938 Kassel deportiert 1941 Riga/Stutthof Todesmarsch Neustadt Holstein befreit/überlebt               | 17. März 2014  | der Stolperstein für Horst Rosenstein     |           |
| Dielenhennstraße 2 (Lage)    | Hier wohnte Jenny Schlesinger Jg. 1896 unfreiwillig verzogen 1938 Frankfurt Schicksal unbekannt                                                                    | 17. März 2014  | der Stolperstein für Jenny Schlesinger    |           |
| Dielenhennstraße 2 (Lage)    | Hier wohnte Bernhard Schlesinger Jg. 1857 unfreiwillig verzogen 1938 Frankfurt deportiert 1942 Theresienstadt ermordet 25.9.1942                                   | 17. März 2014  | der Stolperstein für Bernhard Schlesinger |           |
| Dielenhennstraße 2 (Lage)    | Hier wohnte Alfred Schlesinger Jg. 1899 Flucht 1936 Argentinien überlebt                                                                                           | 17. März 2014  | der Stolperstein für Alfred Schlesinger   |           |
| Graf-Volkwin-Straße 9 (Lage) | Hier wohnte Karoline Grünstein geb. Herz Jg. 1857 deportiert 1942 Theresienstadt ermordet 2.10.1942                                                                | 17. März 2014  | der Stolperstein für Karoline Grünstein   |           |
| Untere Straße 11 (Lage)      | Hier wohnte Elias Plaut Jg. 1879 'Schutzhaft’ 1938 Buchenwald unfreiwillig verzogen 1938 Kassel deportiert 1941 Riga ermordet 2.11.1943 Auschwitz                  | 17. März 2014  | der Stolperstein für Elias Plaut          |           |
| Untere Straße 11 (Lage)      | Hier wohnte Dora Plaut geb. Hammerschlag Jg. 1893 unfreiwillig verzogen 1938 Kassel deportiert 1941 ermordet in Riga                                               | 17. März 2014  | der Stolperstein für Dora Plaut           |           |
| Untere Straße 11 (Lage)      | Hier wohnte Siegbert Plaut Jg. 1922 'Schutzhaft’ 1938 Buchenwald deportiert 1943 Auschwitz ermordet in Bergen-Belsen                                               | 17. März 2014  | der Stolperstein für Siegbert Plaut       |           |
| Untere Straße 11 (Lage)      | Hier wohnte Anni Plaut Jg. 1925 unfreiwillig verzogen 1938 Kassel deportiert 1941 Riga 1944 Stutthof Außenlager Bromberg befreit/überlebt                          | 17. März 2014  | der Stolperstein für Anni Plaut           |           |
| Untere Straße 11 (Lage)      | Hier wohnte Walter Plaut Jg. 1931 unfreiwillig verzogen 1938 Kassel deportiert 1941 ermordet in Riga                                                               | 17. März 2014  | der Stolperstein für Walter Plaut         |           |
| Untere Straße 23 (Lage)      | Hier wohnte Berta Blumenkron geb. Meyberg Jg. 1857 unfreiwillig verzogen 1938 Kassel deportiert 1942 Theresienstadt ermordet in Treblinka                          | 17. März 2014  | der Stolperstein für Berta Blumenkron     |           |
| Untere Straße 23 (Lage)      | Hier wohnte Herbert Diekhoff Jg. 1894 'Schutzhaft’ 1938 Buchenwald unfreiwillig verzogen 1938 Kassel deportiert 1941 ermordet in Riga                              | 17. März 2014  | der Stolperstein für Herbert Diekhoff     |           |
| Untere Straße 23 (Lage)      | Hier wohnte Erna Eva Diekhoff geb. Blumenkron Jg. 1890 unfreiwillig verzogen 1938 Kassel deportiert 1941 ermordet in Riga                                          | 17. März 2014  | der Stolperstein für Erna Eva Diekhoff    |           |
| Untere Straße 23 (Lage)      | Hier wohnte Margarethe Diekhoff Jg. 1930 unfreiwillig verzogen 1938 Kassel deportiert 1941 ermordet in Riga                                                        | 17. März 2014  | der Stolperstein für Margarethe Diekhoff  |           |
| Untere Straße 23 (Lage)      | Hier wohnte Werner Diekhoff Jg. 1931 unfreiwillig verzogen 1938 Kassel deportiert 1941 ermordet in Riga                                                            | 17. März 2014  | der Stolperstein für Werner Diekhoff      |           |
| Untere Straße 23 (Lage)      | Hier wohnte Edith Diekhoff Jg. 1933 unfreiwillig verzogen 1938 Kassel deportiert 1941 ermordet in Riga                                                             | 17. März 2014  | der Stolperstein für Edith Diekhoff       |           |